# 黒執事
『黒執事』（くろしつじ、英語: Black Butler）は、枢やなによる日本の漫画作品。『月刊Gファンタジー』（スクウェア・エニックス刊）にて、2006年10月号から連載中。19世紀末期のイギリスを舞台とし、作者は「いわゆるパラレルワールド的な世界である」と言及している。
作者にとって初の長期連載作品である。当初は、短期連載作品の予定であり、1巻収録分（1話 - 4話）は短期連載版、2巻収録分（5話 - ）からが長期連載版だった。2019年4月時点で国外累計発行部数は750万部を、2023年12月時点で全世界シリーズ累計発行部数は3500万部をそれぞれ突破している。2024年7月号の掲載後より作品のクライマックスに向けて長期休載されていたが、2025年5月号より連載を再開。
2007年8月10日にドラマCDが発売。2008年からテレビアニメ化。2009年5月には舞台が上演された。2014年1月18日に実写映画が公開された。

## あらすじ
19世紀末期のイギリス。名門貴族・ファントムハイヴ伯爵家には知識・教養・料理・武術など、すべて完璧な執事セバスチャン・ミカエリスがいた。まだ12歳の幼く我儘な当主シエル・ファントムハイヴの命令を忠実にこなし、役立たずの使用人たちの失敗もフォローする。
実はファントムハイヴ伯爵家は、代々政府の汚れ仕事を引受け、英国裏社会の秩序を守る悪の貴族であり、幼いシエルも「女王の番犬」として任務にあたっていた。さらにシエルには両親を殺害され、自らも誘拐・慰み者になっていたという悲惨な過去があった。セバスチャンの正体はその際に出会った悪魔であり、シエルは自らの魂を対価に彼と契約し、復讐を果たすために敵の正体を追っていた。

### 切り裂きジャック事件編（2-3巻）
ロンドンで娼婦の連続殺人事件が発生。それもただの殺しではなく肉体はおろか、内臓さえも原形も留めない程に滅茶苦茶に切り裂かれることから、犯人は「切り裂きジャック」と呼ばれていた。シエルは女王の番犬として協力者のマダム・レッドや劉と共に捜査を始める。
シエルは同じく協力者の葬儀屋（アンダーテイカー）から、実は事件は知られているよりも以前から起きており、遺体の共通点として子宮が取られていることを聞かされる。そしてセバスチャンの調査の結果、容疑者としてドルイット子爵が挙がり、彼の社交パーティへ怪しまれないように潜入するためシエルは女装することになる。

### 逆さ吊り事件編（4-5巻）
インドから帰国した貴族や軍人などの英国人が身ぐるみを剥がされ、英国への挑戦的な文章が書かれた紙を貼られて、次々と街中で逆さ吊りにされる事件が発生する。
状況や情勢などから犯人はインド人が疑われるため、シエルとセバスチャンはインド移民が集まる貧民街を訪れた。そこでシエルらは凄腕の執事アグニを連れたインドの王子ソーマと出会い、紆余曲折でソーマはシエルの町屋敷に滞在することとなる。ソーマの目的はある想い人の女性を捜すことであったが、彼に忠誠を誓っているはずのアグニは影で不穏な動きをしていた。やがて、アグニは悪徳商人のハロルド側に付いてソーマと敵対し、ロイヤルワラント（王室御用達）をかけてセバスチャンとカレー勝負をすることとなる。

### ノアの方舟サーカス編（6-8巻）
イギリス国内で子供達が行方不明となる事件が次々発生。その現場が「ノアの方舟」という移動サーカス団の巡業先と重なることから、シエルはサーカス団の調査を女王より命令される。そこで調査のため見に行ったサーカスで、成り行きからセバスチャンの技能が団員達の目にとまり、2人は入団テストをパスして新人団員としてサーカス団に潜入することを決める。さらにそこでは、同じく潜入していた死神ウィリアムと出くわす。
ソバカスの少年と同室で慣れない共同生活を始めるシエルだったが、やがて誘拐事件に関わっているのは、ジョーカーら幹部らのみと見当をつける。孤児院出身で、それぞれが身体的障害と、超絶的な技能を持つ彼らは善良に見えたが、実は彼らの恩人ケルヴィン男爵の狂った欲望により、子供たちの誘拐を行っていたのだった。さらにケルヴィンは、シエルを誘拐した黒ミサの関係者であったことが明らかとなる。 

### ファントムハイヴ邸連続殺人事件編（9-11巻）
シエルは女王からの依頼でドイツの銀行員ジーメンスを主賓に屋敷で正餐会を開くこととなる。他にもダイヤモンド研磨業社長ウッドリー、造船・海運企業の御曹司フェルペス、有名な舞台演出家キーン、美貌のオペラ歌手アイリーンといった名立たる名士達に加えて、ジーメンスが女王の客人でもあることから、彼女の付き人であるチャールズ・グレイとチャールズ・フィップスもやってくる。さらに、シエルは気に入っているという理由で場違いな新人小説家アーサーを招く。
そして正餐会が終わった深夜、ジーメンスが何者かに殺害される。シエルはすぐに犯人捜査をセバスチャンに命令するが、その後、何者かに殺害されたセバスチャンの死体が発見され、シエルの部屋を借りていたフェルペスまでもが死体で発見される。
客や使用人達の中に3人全員を殺せた機会があった者はおらず、部外者による犯行も疑われる中、嵐の中をセバスチャンの伝書梟で呼ばれたという神父ジェレミー・ラスボーンが訪問してくる。シエルとも顔馴染みであるというラスボーンは、その鋭い観察力と推理力で犯人捜査を開始する。

### 豪華客船編（11-14巻）
死者を蘇らせる病院の話を知り調査を進めるシエルは、彼らが非合法な人体実験を行い、次に暁学会と称する会合を豪華客船カンパニア号の処女航海で行う情報を掴む。リジーらミッドフォード家も乗船する予定を思い出したシエルは、セバスチャン、そして新たに使用人となったスネークを伴い乗船を決める。一方で、その船には一般人を装った死神・ノックスも乗り込んでおり、不吉な言葉を漏らす。
夜、暁学会の会員を装ってその集会に潜入したシエルらは、そこで葬儀屋やドルイット子爵と出くわす。そして会長のリアン・ストーカーにより人体蘇生のデモンストレーションが行われるが、大勢の蘇生した死体は生きた人間を襲い始めた。一つ一つ倒していくだけでは既に手遅れと判断したシエルは、死体を止める装置があるというリアンの部屋を目指す。
動く死体達が次々と乗員乗客を襲う大混乱の中、船は氷山に衝突し沈没し始める。

### 寄宿学校編（14-18巻）
名門寄宿学校ウェストン校の生徒ら何名かが1年にわたって姿を見せていない。その内の1人デリックが女王の縁故であったことから調査を命令されたシエルは寄宿学校に入学することとなる。ウェストン校は特徴的な4つの寮を持ち、各寮の最高位の生徒で尊敬を集める4人監督生、通称「P4」が、不在の校長に代わって校内秩序を管理していた。さらに他にも寮弟など独特な伝統や制度に守られた特殊な場所であった。
シエルは、寮監ミカエリス先生として潜入したセバスチャンと、さっそくデリックの情報を集めようとする。おかしな話は聞けるものの、生徒達は常に校長の決定だからとそれ以上のことは知らず、調査は行き詰ってしまう。校長に会える機会があるのは「真夜中のお茶会」という行事を通してP4とその寮弟だけと知ったシエルはP4に取り入るべく行動を起こす。

### 緑の魔女編（18-22巻）
シエルは女王より何故かドイツでの調査を命令される。それは人狼の目撃報告と目撃した者の不可解な死というものであり、イギリスはまったく関係ない。使用人一同を伴い人狼がいるという森近くの村「狼の谷」にやってきたシエルらだったが、村人達は部外者として敵視する。そこに谷の若き領主で、村人達からは「緑の魔女」とも呼ばれる少女ジークリンデ・サリヴァンが、執事ヴォルフラムを伴って現れ、村人達の反対を押し切ってシエルらを客人として迎え入れる。
ジークリンデの厚意で屋敷にしばらく滞在することとなったシエルは、彼女の警告を無視して夜中に森の探索を行う。そこで出くわした人狼が発する瘴気によって重篤な状態に陥った結果、シエルはセバスチャンにすら心を閉ざし部屋に引き篭もってしまう。

### 青の教団編（23巻-29巻）

#### スフィア・ミュージックホールの調査
近頃、ロンドンでは社会階級や性別、年齢の区別なく集まり歌う場所「スフィア・ミュージックホール」が話題となっていた。シエルは女王から調査を命じられる一方で、リジーがスフィア・ミュージックホールに嘘をついてまで通い詰め、やがて家に帰ってこなくなったこと連絡を受ける。セバスチャンを一目で悪魔と見抜く、ミュージックホールの占い師ブラバットの存在や、かつてのP4達が現れて歌と踊りでアイドル「S4」として客達を熱狂させる様子など、シエルを驚かせる。
やがてシエルはミュージックホールの特別イベントの最中に密かに血を抜かれたことが判明し、さらに客の中には血を抜かれすぎて死亡した者も多くいることが判明する。「輸血」という新技術が関わっていること、ミュージックホールの真の目的が血液収集であると知ったシエルらは、その思惑を潰し、黒幕の正体を探ろうとする。

#### 本物のシエル
セバスチャンとシエルは、奇策でスフィア・ミュージックホールを壊滅に追いやるも、主犯と思われるブラバットには逃げられ、リジーの行方は依然としてしれない。そしてロンドン市内の町屋敷に帰ってきた2人が見たものは、謎の襲撃者に襲われ動揺するソーマと、彼を助けようとして死んだアグニだった。さらに、壁には「Who stole the Candy from my tummy?（お腹のキャンディ盗(と)ったのだあれ？）」の文言が刻まれ、それを見たシエルはありえないと動揺する。
急いで本邸に帰ってきたシエルらを待ち構えていたのは、自分こそ本物のシエル・ファントムハイヴと名乗る、シエルと瓜二つの少年だった。使用人たちが混乱する中、事情を知る老執事のタナカは、確かに彼こそが本物のシエルだと認め、先代ヴィンセントの元に生まれた双子の少年たちについて話し、彼らの10歳の誕生日の日に起こった悲劇が明かされる。

### 逃亡生活（30巻-）
本物のシエルの正体は、葬儀屋によって蘇った自我を持つ「歪んだ肉人形」であった。彼らの策略により、シエルは偽者の烙印を押された上に、スフィア・ミュージックホールの真犯人にされてしまい、警察から追われる身となる。ロンドン市警の護送から逃亡に成功するシエルであったが、兄の策謀は抜かりなく追い詰められていく。ひとまず劉に匿われた後に再起を決意したシエルは、兄がミュージックホール以外に有しているであろう血液供給源を断つべく行動を開始する。こうしてイギリス国内の東西南北4ヶ所の怪しい場所をピックアップしたシエルらは、4班に分けて同時に調査と施設の破壊を行おうとする。

#### ヒースフィールド男爵邸編
北のノース・ヨークシャーにて常時メイドの募集を掛け、大量雇用しているヒースフィールド男爵家にメイリンと藍猫がメイドとして潜入する。一見すると妻を亡くした好色な男爵が片っ端からメイドに手をつけているだけのようであったが、手を付けられたメイドは辞めたとして屋敷からいなくなる不思議があった。本星と睨むメイリンらであったが、男爵に見初められた藍猫がそのまま行方不明になるといった事態に陥る。

#### アテナ退役軍人療養所編
南のウィルトシャーにて「奇跡の癒やし手」がいるという退役軍人療養所にバルドとラウが、退役軍人とその主治医として潜入する。退役軍人療養所といえば劣悪な環境が一般的だが、そこは女軍人のような従軍看護婦エイダの指導の下、公衆衛生など最新技術に基づいた素晴らしい施設であった。しかし、やはり血液供給所と判明し、ラウはこれを破壊しようとするが、バルドは反対し、エイダの説得に奔走する。

#### F.O.L.児童養護院編
多くの子供を迎え入れ、先進的な教育が施されているという東のノーフォークのF.O.L.児童養護院に、フィニとスネイクは孤児として向かう。そこは素質に合わせて4つのクラスに編入して教育を行い、やがて「巣立ちの日」を迎え、里親の元に向かうという場所であった。しかし、血液検査を伴う事前調査で適正がないとして2人は拒絶されそうになる。そこに実は生きていたドールが施設の職員として現れ、彼女の計らいで雑用係として施設に入ることが認められる。好ましい施設に見える中、フィニはこのままでは殺されると恐れる4人の年長者の子供たちに助けを求められる。

## 登場人物
セバスチャン・ミカエリス
本作の主人公。ファントムハイヴ家の執事。品位・教養・武術・料理・容姿など、すべてにおいて完璧であり、我儘な当主シエルの命令もそつなくこなす。その正体は、かつて誘拐され慰み者として死に瀕していたシエルと契約した悪魔であり、彼の復讐が完遂したら魂を貰う契約をしている。
シエル・ファントムハイヴ
ファントムハイヴ伯爵家現当主の少年。外見は年相応の小柄で童顔の少年ながら頭脳明晰であり、広大な領地を管理し、玩具・製菓の一流メーカー「ファントム社」の経営者でもある。一方で性格は極めて我儘で傲慢であり、敵には容赦がない。代々政府の汚れ仕事を引受け、英国裏社会の秩序を守る悪の貴族・ファントムハイヴ家の当主として作中事件の解決にあたりつつ、かつて両親を殺し、自分を慰み者にした者たちへの復讐を誓う。

## 用語
ファントムハイヴ伯爵家（Phantomhive）
ロンドン郊外に広大な領地を持つ大貴族。代々王室の直命を受けて手段を問わず英国裏社会の秩序を守ってきた存在で、その使命を知る者たちからは、「悪の貴族」や「女王の番犬」と仇名され恐れられる。物語開始の3年前に何者かの襲撃を受けて当時の当主ヴィンセントが妻や使用人共々殺害される事件が起き、誘拐されたが帰還したシエルが家督を継ぐ。
ファントム社（FUNTOM）
シエルが経営する玩具・製菓メーカー。シエルによる独創的なアイデアから生まれた画期的な商品と強気の事業展開によって、わずか約3年で英国一と言われるほどにまで急成長する。ただ、広報などの表向きの業務はタナカが担当しており、経営者としてシエルが表に出ることはほぼない。

悪魔
人間の望みを叶える代わりに、その者の魂を貰う契約を行う人外の者。超常の力を持ち、作中で対抗できるのは同じく超常の存在である死神だけである。また容易に回復できないダメージを与えることができるのも彼らの持つ「死神の鎌」だけだとしている。
原作ではセバスチャンのみしか登場しないが、死神のセリフから他にも存在することが示唆されている。またアニメ版ではオリジナルエピソードでセバスチャン以外の悪魔が登場している。
死神
リストに基づいた死亡予定者を審査し、魂を刈り取る超常の存在。基本は「死神派遣協会」という組織に所属し、公務員のように業務をこなす。見た目の性別や年齢、また性格は様々だが、瞳が黄緑色の燐光を放ち、眼鏡を掛けているという共通点がある。身体能力は高く、作中では悪魔であるセバスチャンに対抗できる数少ない存在。また武器としてそれぞれ固有の「死神の鎌」（デスサイズ）を持つ。
元は自殺した人間であることが示唆されている。
死神派遣協会
全世界へ死神を派遣する組織。管理課、回収課等の部署に分かれている。
死神の鎌（デスサイズ）
死神が持つ固有の武器。名前こそ「鎌」だが、チェーンソーや芝刈り機など形状は様々ある。新人の死神には草刈鎌型が与えられ、その後、カスタマイズしてそれぞれ固有の形状にするという。規約違反の死神に対しては協会上層部の判断で取り上げられることもある。
作中に登場した武器では唯一悪魔を倒せるものとしている。
走馬灯劇場（シネマティックレコード）
映画フィルムに似た死亡予定者のこれまでの記録物。死神の鎌で斬りつけられると現れる。この記録を元に死神は、対象を生かすべきか殺すべきか（魂を回収すべきか）判断する。しかし、死亡予定が覆されることはまずないという。
テレビアニメ版第1期では、死者の記憶は巨大な死神の図書館に本の形となって保管されている。

歪んだ肉人形（ビザール・ドール）
豪華客船編より登場する蘇った死者。本来は死亡時に終わってしまった「走馬灯劇場」を、編集して続きを繋げることで死体に「生きている」と錯覚させ動かす。しかし、自我がなく、失われた魂を補おうとする本能に基づき生者に襲いかかる。また、肉体自体は既に死んでいるため、普通の攻撃はまず効かず、活動を止めるには頭を潰すしかない。当初はこのようなゾンビのような存在だが、物語の進展によって葬儀屋によって改良されていく。
寄宿学校編では繋げる続きの「走馬灯劇場」に豊富なエピソードを設けることで生前の自我を持たせることに成功する。ただし、不自然な行動を取ることがあり、またエピソードが乏しい者には適用できない。
青の教団編以降は輸血技術を用いることで、ほぼ生前の自我を持った状態で蘇らせることに成功する。しかし、血液型の適合が必要な上、定期的な輸血が必要。
青幇（チンパン）
イギリスで活動する上海を本拠とするチャイニーズマフィア。表向きは貿易会社「崑崙（コンロン）」として活動するが、裏ではアヘンの密売などを行っている。ファントムハイヴ家に協力することで、イギリス国内での活動を許されており、イーストエンドの東洋人街の管理なども任されている。

## 書誌情報

### 単行本
- 枢やな 『黒執事』 スクウェア・エニックス〈Gファンタジーコミックス〉、既刊34巻（2024年4月26日現在）
  1. 2007年2月27日発売[7]、ISBN 978-4-7575-1963-3
  2. 2007年7月27日発売[8]、ISBN 978-4-7575-2063-9
  3. 2007年12月18日発売[9]、ISBN 978-4-7575-2192-6
  4. 2008年5月27日発売[10]、ISBN 978-4-7575-2291-6
  5. 2008年9月18日発売[11]、ISBN 978-4-7575-2378-4
  6. 2009年1月27日発売[12]、ISBN 978-4-7575-2485-9
  7. 2009年6月27日発売[13]、ISBN 978-4-7575-2601-3
  8. 2009年11月27日発売[14]、ISBN 978-4-7575-2736-2
  9. 2010年6月18日発売[15]、ISBN 978-4-7575-2891-8
  10. 2010年9月27日発売[16]、ISBN 978-4-7575-3012-6
  11. 2011年2月26日発売[17]、ISBN 978-4-7575-3151-2
  12. 2011年7月27日発売[18]、ISBN 978-4-7575-3307-3
  13. 2011年12月27日発売[19]、ISBN 978-4-7575-3460-5
  14. 2012年5月26日発売[20]、ISBN 978-4-7575-3611-1
  15. 2012年10月27日発売[21]、ISBN 978-4-7575-3766-8
  16. 2013年3月27日発売[22]、ISBN 978-4-7575-3928-0
  17. 2013年8月27日発売[23]、ISBN 978-4-7575-4053-8
  18. 2014年1月18日発売[24]、ISBN 978-4-7575-4199-3
  19. 2014年6月27日発売[25]、ISBN 978-4-7575-4344-7
  20. 2014年12月27日発売[26]、ISBN 978-4-7575-4523-6
  21. 2015年5月27日発売[27]、ISBN 978-4-7575-4656-1
  22. 2015年11月18日発売[28]、ISBN 978-4-7575-4789-6
  23. 2016年5月27日発売[29]、ISBN 978-4-7575-4997-5
  24. 2016年12月27日発売[30]、ISBN 978-4-7575-5207-4
  25. 2017年5月27日発売[31]、ISBN 978-4-7575-5359-0
  26. 2017年12月27日発売[32]、ISBN 978-4-7575-5570-9
  27. 2018年7月27日発売[33]、ISBN 978-4-7575-5795-6
  28. 2019年3月27日発売[34]、ISBN 978-4-7575-6031-4
  29. 2019年12月27日発売[35]、ISBN 978-4-7575-6451-0
  30. 2020年10月27日発売[36]、ISBN 978-4-7575-6916-4
  31. 2021年9月27日発売[37]、ISBN 978-4-7575-7442-7
  32. 2022年7月27日発売[38][39]、ISBN 978-4-7575-8046-6
  33. 2023年7月27日発売[40]、ISBN 978-4-7575-8699-4
  34. 2024年4月26日発売[41]、ISBN 978-4-7575-9165-3

### 関連書籍
- 『ガンガンアートコレクション 黒執事 Vol.1』2008年3月29日、ISBN 978-4-7575-2110-0
- 『黒執事 キャラクターガイド - その執事、集合 -』2009年2月27日発売[42]、ISBN 978-4-7575-2505-4
- 『黒執事アンソロジーコミック「虹執事」』2009年3月27日発売[43]、ISBN 978-4-7575-2530-6
- 『黒執事Black Record』2009年3月27日発売[44]、ISBN 978-4-7575-2535-1
- 『ガンガンアートコレクション 黒執事 Vol.2』2009年4月11日、ISBN 978-4-7575-2350-0
- 『黒執事2 Black Tabloid』2010年6月18日発売[45]、ISBN 978-4-7575-2887-1
- 『黒執事アンソロジーコミック「虹執事2」』2010年8月27日発売[46]、ISBN 978-4-7575-2984-7
- 『黒執事セバスチャンが教える愛されるお嬢様マナー』2009年10月2日発売[47]、ISBN 978-4-05-605621-1
- 『黒執事2 Final Record』2010年10月18日発売[48]、ISBN 978-4-7575-2960-1
- 『枢やな画集 黒執事(1)』2014年1月18日発売[49]、ISBN 978-4-7575-4194-8
- 『映画黒執事VISUAL BOOK』2014年1月18日発売[50]、ISBN 978-4-7575-4195-5
- 『黒執事・Book of Circus・Official』2014年12月27日発売[51]、ISBN 978-4-7575-4457-4
- 『超解読黒執事ファントムハイヴ家の禁断の秘本』2014年12月27日発売[52]、ISBN 978-4-86199-610-8
- 『黒執事・Book of Circus・原画集 -THE FRAMIAN-』2014年12月27日発売[53]、ISBN 978-4-7575-4456-7
- 『黒執事（2） 枢やな画集』2015年5月27日発売[54]、ISBN 978-4-7575-4657-8
- 『劇場版「黒執事 Book of the Atlantic」原画資料集』2017年5月27日発売[55]、ISBN 978-4-7575-5363-7
- 『黒執事（3） 枢やな画集』2021年9月27日発売[56]、ISBN 978-4-7575-7443-4
- 『黒執事（4） 枢やな画集』2022年7月27日発売[38][57]、ISBN 978-4-7575-8000-8

## 受賞歴
- 第54回小学館漫画賞 少年漫画部門ノミネート
- 2010ジャパン・エキスポ・アワード最優秀少年漫画部門
- 2011Animagic（ドイツ）にてBest International Manga賞

## 展示イベント

### 原画展
「デビュー10周年記念 黒執事原画展〜枢 やな の世界〜」と題して、作者枢やなのデビュー10周年を記念し初の原画展が開催された。東京を始め、福岡、大阪も巡回。
東京会場
- 日時：2014年1月15日 - 1月22日
- 場所：西武池袋本店 別館2階＝西武ギャラリー

福岡会場
- 日時：2014年4月1日 - 4月15日
- 場所：博多阪急 8階催場

大阪会場
- 日時：2014年4月23日 - 5月12日
- 場所：大丸心斎橋北館 14階イベントホール

展示内容
カラー扉絵や原画などの原稿300点を展示した「黒執事コーナー」「枢やな先生過去作品コーナー」や、作者が使用している画材等を展示した「枢やな先生製作室コーナー」、ユノアクルスとのコラボドール展示、限定グッズを扱うショップがある。
スタッフ
- 主催：「黒執事原画展」実行委員会
- 共催：文化放送、トラフィックプロモーション、リブロ
- 協力：枢やな、スクウェア・エニックス

### 展示イベント
本作の連載15周年を記念し、「黒執事展 -Rich Black-」と題した展示イベントが開催予定。東京会場が2021年8月13日から8月31日まで松屋銀座8階イベントスクエアで、大阪会場が同年10月30日から11月28日までひらかたパークイベントホールIで、福岡会場が同年12月7日から12月19日まで博多阪急8階催場で、兵庫会場が同年12月26日から2022年1月5日まで神戸阪急本館9階催事場で、石川会場が2022年3月18日から3月30日まで香林坊大和8階ホールで行われる。新潟会場と愛知会場の開催も決定している。

## ドラマCD
- ドラマCD 黒執事（2007年8月10日、FCCC-0065）フロンティアワークスより発売

## テレビアニメ・劇場アニメ
MBS / TBS系列10局を中心に、2008年に第1期、2010年に第2期が放送された。2014年7月には新シリーズが放映開始した。2017年1月に劇場アニメが公開。

### イベント（アニメ）
黒執事「その執事、終章 〜最後の晩餐を貴方と共に〜」
チケットは、先行発売、一般発売ともに完売。声優陣が出演し、クライマックスでテレビアニメ第2期の製作を発表した。
- 開催日時 - 2009年6月14日
- 開催場所 - 東京国際フォーラム
- 出演キャスト - 小野大輔、諏訪部順一、遊佐浩二、日野聡、東地宏樹、杉山紀彰、安元洋貴、立花慎之介、菅沼久義、鈴木達央、勝杏里 ほか

黒執事「その執事、狂騒 〜赤いヴァレンタイン〜」
DVD7巻完全生産限定版に封入されているイベント応募抽選券をDVD8巻完全生産限定版に封入されているイベント応募抽選ハガキに貼付して一口の応募となる。抽選で5000名が招待された。上記の通りテレビアニメ第2期の詳細も発表された。
- 開催日時 - 2010年1月31日
- 開催場所 - パシフィコ横浜
- 出演キャスト - 小野大輔、福山潤、遊佐浩二、日野聡、杉山紀彰、梶裕貴、鈴木達央、立花慎之介、安元洋貴、諏訪部順一、櫻井孝宏 ほか

黒執事「ノアの方舟サーカス プレ公演」
黒執事 Blu-ray Disc BOXに封入されていた応募IDを公式サイト応募URLに入力することで全員招待した。応募者多数のため、途中で会場が大きなものに変更された。イベント内容は新シリーズ第2話の上映。
- 開催日時 - 2014年6月29日
- 開催場所 - さいたま市文化センター大ホール
- 出演キャスト - 小野大輔、寺島拓篤、木村良平

『「黒執事 Book of Circus／Murder」New Year's Party 〜その執事、賀正〜』
「黒執事 Book of Circus」(完全生産限定版)第1巻・第2巻のBlu-ray&DVDの購入対象者にイベントチケットの先行販売。公式サイトにて、印象に残っているシーン、お気に入りのシーンを選定理由と共に募集、イベント内にて生アフレコを実施。
- 開催日時 - 2015年1月11日
- 開催場所 - 有明コロシアム
- 出演キャスト - 小野大輔、宮野真守、杉山紀彰、寺島拓篤、東地宏樹、梶裕貴、遊佐浩二、諏訪部順一、木村良平、前野智昭 ほか

## Webラジオ

### 黒執事 ファントムミッドナイトレディオ
- 配信サイト：アニメイトTV
- 表版「レディオ・ブラックサイド」と裏版「レディオ・エクストラサイド」を交互に配信する形をとる予定だったが、実際はブラックサイドが第1回から6回まで6回連続して更新された後、エクストラサイドがブラックサイド第6回と同時に第1回を配信開始した後連続して更新されている。エクストラサイドは、アニメ終了後も更新され、ブラックサイドの配信回数を越えた。ブラックサイドは、8月から復活し、エクストラサイドと平行して更新されるようになった。ブラックサイドは、全15回。エクストラサイドは、全24回。
- 第0回
  - 配信開始日：2008年9月18日
  - サブタイトル：「紳士淑女の皆様」
  - パーソナリティ：小野大輔・梶裕貴

#### レディオ・ブラックサイド
- パーソナリティ：小野大輔
- 配信開始日、サブタイトル、ゲスト
  - 第1回（2008年10月2日）「紳士淑女の皆様、ラジオのお時間でございます。」：遊佐浩二
  - 第2回（2008年10月16日）「“セバスチャン”こと小野様、遂に覚醒でございます。」：遊佐浩二
  - 第3回（2008年10月30日）「「黒執事」に「黒うさぎさん」登場でございます。」：田村ゆかり
  - 第4回（2008年11月13日）「執事・小野大輔様、登場でございます。」：田村ゆかり
  - 第5回（2008年12月11日）「小野執事対鈴木子爵……勝負の行方は!?」：鈴木達央
  - 第6回（2008年12月25日）「小野様、鈴木様から皆様へのクリスマスプレゼントとは?」：鈴木達央
  - 第7回（2009年2月5日）「伯爵と王子の執事2人が花を咲かせる話とは?」：安元洋貴
  - 第8回（2009年8月6日）「お久しぶりでございます。小野様、半年ぶりの登場でございます。」：日野聡
  - 第9回（2009年8月20日）「女王の執事が表現するものとは?」：日野聡
  - 第10回（2009年9月3日）「愉快な警部と執事が挑戦する罰ゲームとは?」：菅沼久義
  - 第11回（2009年9月17日）「警部と執事が演じる執事なセリフとは?」：菅沼久義
  - 第12回（2009年10月1日）「人形師と執事が歌うフレーズとは?」：勝杏里
  - 第13回（2009年10月15日）「人形師と執事が叫ぶフレーズとは?」：勝杏里
  - 第14回（2009年11月12日）「伯爵と王子の執事2人が受ける罰ゲームとは?」：安元洋貴
  - 第15回（2009年12月3日）「庭師と執事が迎える大団円とは?」梶裕貴

#### レディオ・エクストラサイド
- 配信開始日、サブタイトル、パーソナリティ
  - 第1回（2008年12月25日）「庭師と女中より、聖夜のあなたへ…」：梶裕貴・加藤英美里
  - 第2回（2009年1月15日）「庭師と女中より、謹賀新年なあなたへ…」：梶裕貴・加藤英美里
  - 第3回（2009年1月29日）「赤執事と庭師より、寒さに震えるあなたへ…」：福山潤・梶裕貴
  - 第4回（2009年2月12日）「赤執事と庭師より、バレンタインなあなたへ…」：福山潤・梶裕貴
  - 第5回（2009年2月26日）「王子と庭師より、受験シーズンのあなたへ…」：立花慎之介・梶裕貴
  - 第6回（2009年3月12日）「王子と庭師より、ホワイトデーなあなたへ…」：立花慎之介・梶裕貴
  - 第7回（2009年3月26日）「料理人と庭師より、春到来のあなたへ…」：東地宏樹・梶裕貴
  - 第8回（2009年4月9日）「料理人と庭師より、ファイナルアンサーなあなたへ…」：東地宏樹・梶裕貴
  - 第9回（2009年4月23日）「死神と白執事と庭師より、フェイスなあなたへ…」：杉山紀彰・日野聡・梶裕貴
  - 第10回（2009年5月7日）「死神と白執事と庭師より、血液型が気になるあなたへ…」：杉山紀彰・日野聡・梶裕貴
  - 第11回（2009年5月21日）「黄執事と庭師より、異性のことが気になるあなたへ…」：安元洋貴・梶裕貴
  - 第12回（2009年6月4日）「黄執事と庭師より、ロンドン通なあなたへ…」：安元洋貴・梶裕貴
  - 第13回（2009年6月18日）「葬儀屋と庭師より、エキセントリックなあなたへ…」：諏訪部順一・梶裕貴
  - 第14回（2009年7月2日）「葬儀屋と庭師より、炭水化物系なあなたへ…」：諏訪部順一・梶裕貴
  - 第15回（2009年7月16日）「王子と黄執事より、あの方が気になるあなたへ…」：立花慎之介・安元洋貴
  - 第16回（2009年7月30日）「王子と黄執事より、デリケートボディなあなたへ…」：立花慎之介・安元洋貴
  - 第17回（2009年8月13日）「警部と庭師より、らっきょうフェイスなあなたへ…」：菅沼久義・梶裕貴
  - 第18回（2009年8月27日）「警部と庭師より、菅沼ラインなあなたへ…」：菅沼久義・梶裕貴
  - 第19回（2009年9月10日）「お嬢様と女中より、フッドナイトなあなたへ…」：加藤英美里・田村ゆかり
  - 第20回（2009年9月24日）「お嬢様と女中より、「フ」押しなあなたへ…」：加藤英美里・田村ゆかり
  - 第21回（2009年10月8日）「庭師と子爵より、ラフレシアなあなたへ…」：梶裕貴・鈴木達央
  - 第22回（2009年10月22日）「庭師と子爵より、反省しているあなたへ…」：梶裕貴・鈴木達央
  - 第23回（2009年11月6日）「王子と庭師より、しゃびしゃびなあなたへ…」： 立花慎之介・梶裕貴
  - 第24回（2009年11月19日）「王子と庭師より、梨好きなあなたへ…」：立花慎之介・梶裕貴

#### 黒執事ファントムミッドナイトレディオ for モバイル
レディオ・ブラックサイドで紹介しきれなかったメールなどをおまけラジオとして配信する。
- 配信サイト：声優アニメイト+hm3、アニメイトON AIR!
- 配信期間：2008年10月9日 - （レディオ・ブラックサイドの一週間遅れ）

#### ラジオCD
- 黒執事 Webラジオ ファントムミッドナイトレディオ DJCD1 - エクストラサイド・ディスク（2010年3月25日、FCCM-0308）
- 黒執事 Webラジオ ファントムミッドナイトレディオ DJCD2 - ブラックサイド・ディスク（2010年4月28日、FCCM-0309）
- 黒執事 Webラジオ ファントムミッドナイトレディオ DJCD3 - バトラーズ・ディスク（2010年4月28日、FCCM-0310）
- 黒執事 Webラジオ ファントムミッドナイトレディオ DJCD4 - ケイオス・ディスク（2010年5月26日、FCCM-0311）

### 黒執事II Webラジオ ファントムパーティーナイト〜真夜中の仮面舞踏会〜
- 配信サイト：アニメイトTV

#### プレ放送版
- 第0回
  - 配信開始日：2010年6月30日
  - サブタイトル：「Tha Night of Eve」
  - パーソナリティ：櫻井孝宏

#### 本放送版
- パーソナリティ
  - 1回 - 8回：梶裕貴
  - 9回 - 20回：立花慎之介
  - 21回 - 33回：杉山紀彰 & KENN
  - 34回 - 35回：福山潤
- 配信開始日、サブタイトル、ゲスト
  - 第1回（2010年8月4日）「庭師と子爵のちょっぴり危険な舞いでございます。」：鈴木達央
  - 第2回（2010年8月19日）「庭師と警部（兄）のとっても気さくな笑いでございます。」：菅沼久義
  - 第3回（2010年8月25日）「庭師と警部（兄）のとても阿吽な空気感でございます。」：菅沼久義
  - 第4回（2010年9月15日）「庭師と王子の一年に一度の記念日でございます。」：立花慎之介
  - 第5回（2010年9月22日）「庭師と王子の少々微妙な声帯模写でございます。」：立花慎之介
  - 第6回（2010年10月6日）「庭師と新死神のとても爽やかな宴でございます。」：KENN
  - 第7回（2010年10月13日）「庭師と新死神のとても鳥肌ゾクゾクな宴でございます。」：KENN
  - 第8回（2010年11月11日）「庭師のご褒美な独演の宴でございます。」
  - 第9回（2011年1月12日）「王子と死神の、新しい年、新しい始まりでございます。」：杉山紀彰
  - 第10回（2011年1月19日）「王子と新死神の初顔合わせな宴でございます。」：KENN
  - 第11回（2011年1月26日）「王子と新死神の宴、第二幕でございます。」：KENN
  - 第12回（2011年2月2日）「王子と家女中の華やかな宴第一幕…ですだ。」：加藤英美里
  - 第13回（2011年2月9日）「王子と家女中の和やかな宴、第二幕…ですだ。」：加藤英美里
  - 第14回（2011年2月16日）「王子と警部（兄）の気心の知れた同士の宴でございます。」：菅沼久義
  - 第15回（2011年2月23日）「王子と警部（兄）の“病は気から”の宴でございます。」：菅沼久義
  - 第16回（2011年3月2日）「王子と死神派遣協会管理課の死神との宴でございます。」：杉山紀彰
  - 第17回（2011年3月9日）「王子と死神派遣協会管理課の死神との宴、第2幕でございます。」：杉山紀彰
  - 第18回（2011年3月23日）「王子とカーンサマーとの宴でございます。」前編：安元洋貴
  - 第19回（2011年3月23日）「王子とカーンサマーとの宴でございます。」後編：安元洋貴
  - 第20回（2011年3月30日）「王子とカーンサマーとの宴のカーテンコールでございます。」：安元洋貴
  - 第21回（2011年4月6日）「死神派遣協会先輩後輩コンビによる2度目の模様替えでございます。」
  - 第22回（2011年4月13日）「死神派遣協会先輩後輩コンビによる本格的な活動開始な宴でございます。」
  - 第23回（2011年4月20日）「死神派遣協会先輩後輩コンビによる趣味と都市伝説の宴でございます。」
  - 第24回（2011年4月27日）「死神派遣協会先輩後輩コンビによるアゲアゲな宴でございます。」
  - 第25回（2011年5月3日）「死神派遣協会先輩後輩コンビによる黄金週間直中の宴でございます。」
  - 第26回（2011年5月11日）「死神派遣協会先輩後輩コンビによる死神色一色が定着したかと思われる宴でございます。」
  - 第27回（2011年5月18日）「死神派遣協会先輩後輩コンビによる船旅に憧れる宴でございます。」
  - 第28回（2011年5月25日）「死神派遣協会先輩後輩コンビによるゲーム企画会議的談話な宴でございます」
  - 第29回（2011年6月1日）「死神派遣協会先輩後輩コンビによる梅雨空を吹き飛ばす宴でございます。」
  - 第30回（2011年6月8日）「死神派遣協会先輩後輩コンビによるジメジメを吹き飛ばすハイテンションな宴でございます。」
  - 第31回（2011年6月15日）「死神派遣協会先輩後輩コンビによる食の嗜好を考える宴でございます。」
  - 第32回（2011年6月22日）「死神派遣協会先輩後輩コンビによる、あだ名の妙の宴でございます。」
  - 第33回（2011年6月29日）「死神派遣協会先輩後輩コンビによる宴でございます。」
  - 第34回（2011年7月20日）「死神派遣協会トリオによる月下の宴DEATH☆」：杉山紀彰 & KENN
  - 第35回（2011年7月27日）「死神派遣協会トリオによる万感の思いを込めての宴…DEATH☆」：杉山紀彰 & KENN

### 黒執事 WEB Radio of Circus
- 配信サイト：公式サイト内

#### プレ放送版
- 第0回
  - 配信開始日：2014年6月29日
  - パーソナリティ：小野大輔

#### 本放送版
- パーソナリティ：小野大輔
- 配信開始日、サブタイトル、ゲスト
  - 第1回（2014年7月9日）「今日で終わるコーナーもあるかもしれないし」：坂本真綾
  - 第2回（2014年7月23日）「おもてなしって何だっけ?」: 寺島拓篤
  - 第3回（2014年8月13日）「この...ソーダ野郎!」: 岡本信彦
  - 第4回（2014年8月27日）「しゃーないやんけ! 埼玉言うとるやんけ!」:宮野真守
  - 第5回（2014年9月10日）「くち......パッサパサーカス!?」:高垣彩陽
  - 第6回（2014年9月24日）「俺、人間だもん〜! 悪魔じゃねえもん本当は!」：甲斐田裕子

### 黒執事 WEB Radio of Murder
- 配信サイト：公式サイト内
- WEB Radio of Circusから続きで配信

#### 本放送版
- パーソナリティ：小野大輔
- 配信開始日、サブタイトル、ゲスト
  - 第7回（2014年10月8日）「アーサー......アーサー......あ〜さ〜ぬ〜ま〜!?」：浅沼晋太郎
  - 第8回（2014年10月22日）「執事であり、伯爵であり、まぁ......無敵ですね（笑）。」：木村良平
  - 第9回（2014年11月12日）「ふざけんな〜! コーナー潰しじゃねえか!（爆笑）」：前野智昭
  - 第10回（2014年11月26日）「犯人の劉役、遊佐浩二です（笑）。」：遊佐浩二
  - 第11回（2014年12月24日）「これが僕にとってのクリスマスプレゼントです!」
  - 第12回（2015年1月7日）「2015年、一番の思い出に残るイベントにしちゃうんだぜ〜」
  - 第13回（2015年1月28日）「ジェレミー・ラスボーンの声優は……秘密だ（笑）」
  - 第14回（2015年2月25日）「さよならだけど……さよならじゃない!」

## 舞台
通称『生執事』と呼ばれている。命名は枢やな。

### 第1弾

#### 音楽舞闘会 黒執事 〜その執事、友好〜
- 2009年5月28日 - 6月7日、サンシャイン劇場

ストーリー
舞踏会の準備に大わらわのファントムハイヴ家に、鹿鳴館が建てられたばかりの日本から、3人の客人が現れる。女王陛下の「丁重なおもてなしを」という命により、彼らを舞踏会に招待するファントムハイヴ家一同。劉も参加して始まった華やかな宴の最中に、招かれざる者が侵入。それは、日本からの客人に関わり深い混乱の始まりだった。死神グレルはセバスチャンに、人にあらざる者の存在を匂わせる…。
キャスト
- セバスチャン・ミカエリス：松下優也
- シエル・ファントムハイヴ：阪本奨悟
- バルドロイ：小山剛志
- フィニアン：南翔太
- メイリン：猪狩敦子
- グレル・サトクリフ：植原卓也
- 劉：龍弥
- 葬儀屋：和泉宗兵
- アバーライン：伊勢直弘
- ユウキ：青柳塁斗
- キリト：宮下雄也
- カイ：押野大地

スタッフ
- 原作：枢やな（掲載：『月刊Gファンタジー』スクウェア・エニックス刊）
- 脚本・演出：浅沼晋太郎 (bpm)
- 音楽：和田俊輔（デス電所）
- 主催：舞台「黒執事」製作委員会（イープラス、アニプレックス、ムービック、スクウェア・エニックス）
- 制作：アトリエ・ダンカン
- 協力：アニメイト、サンシャイン劇場

#### 鑑賞会
半生執事〜舞台『黒執事』鑑賞会
出演：松下優也、阪本奨悟、伊勢直弘（司会）、宮下雄也（東京公演のみ）植原卓也（大阪公演のみ）青柳塁斗（名古屋公演のみ）
- 東京公演：2009年10月10日、ゆうぽうと簡易保険ホール
- 大阪公演：2009年10月31日、ウェルシティ大阪厚生年金会館 芸術ホール
- 名古屋公演：2009年11月1日、中京大学文化市民会館 プルニエホール
- 名古屋追加公演：2009年11月1日、中京大学文化市民会館 プルニエホール

#### イベント（舞台）
「音楽舞闘会『黒執事』-その執事、友好-」スペシャルイベント
- 2009年8月25日、池袋サンシャインシティ噴水広場
- 内容：スペシャルトーク、ステージ
- ゲスト：松下優也、小山剛志、猪狩敦子、和泉宗兵

### 第2弾
ミュージカル「黒執事」-The Most Beautiful DEATH in The World- 千の魂と堕ちた死神
2010年に東名阪三都市で公演。2013年には東京・大阪で再演。
- 東京公演（初演）：2010年5月03日 - 09日、赤坂ACTシアター
- 愛知公演（初演）：2010年5月15日 - 16日、春日井市民会館
- 大阪公演（初演）：2010年5月21日 - 23日、イオン化粧品シアターBRAVA!
- 東京公演（再演）：2013年5月17日 - 26日、赤坂ACTシアター
- 大阪公演（再演）：2013年6月08日 - 09日、梅田芸術劇場 メインホール

ストーリー

19世紀、英国。ヴィクトリア女王の「裏」の仕事を請け負う“悪の貴族"ファントムハイヴ家の万能執事・セバスチャン。その正体は悪魔。呪われし運命に立ち向かう孤高の若き当主シエルとの契約のもと、シエルの影となり裏社会の事件を闇で片付けている。ある日、二人は女王の命により、ロンドンで頻発する無差別殺人事件の捜査に乗り出す。一方、“魂を回収する仕事"を担う死神派遣協会では“回収されない魂"の異常発生が問題になっていた。死神ウィリアムはさぼってばかりの同僚のグレルに頭を痛めつつ、優等生死神アランとその相棒エリックに調査を命じる。悪魔、死神、不治の病、呪われた過去。事件はそれぞれの運命と絡みながら、哀しい事実を浮き彫りにしていく。そんな中、ドルイット子爵が開催する一大オペラ公演の幕があけようとしていた。死神に死は訪れるのか?何故魂は回収されないのか?哀しく切ない調べとともに黒き執事が暗躍するノワール・ファンタジー。

キャスト（初演/再演）
- セバスチャン・ミカエリス：松下優也（初演/再演ともに）
- シエル・ファントムハイヴ：西井幸人 / 田中偉登
- エリック・スリングビー：佐伯太輔 / 良知真次
- アラン・ハンフリーズ：松本慎也 / 中河内雅貴
- グレル・サトクリフ：植原卓也（初演/再演ともに）
- ウィリアム・T・スピアーズ：永岡卓也 / 輝馬
- ロナルド・ノックス：ヨウスケ・クロフォード / 井出卓也
- バルドロイ：岩﨑大 / 鷲尾昇
- フィニアン：南翔太 / 河原田巧也
- メイリン：猪狩敦子 / 松田沙紀
- 葬儀屋：和泉宗兵（初演/再演ともに）
- ドルイット子爵：藤田玲 / 佐々木喜英
- フレッド・アバーライン：伊勢直弘 / 髙木俊
- シャープ・ハンクス：青木隆敏 / 寺山武志

スタッフ
- 脚本・構成・作詞：岡田麿里
- 演出：福山桜子
- 音楽：岩崎琢
- 作詞・作詞プロデュース：森雪之丞
- 振付：MIKIKO
- 制作協力：アトリエ・ダンカン
- 協力：EPICレコードジャパン、中部日本放送※愛知公演のみ
- 主催（東京公演）
  - 初演：アニプレックス、イープラス、ムービック、スクウェア・エニックス
  - 再演：アミューズ、 TBS、ネルケプランニング、イープラス、アニプレックス

- 主催（大阪公演）
  - 初演：毎日放送、イープラス、アニプレックス
  - 再演：梅田芸術劇場

- 主催（愛知公演）
  - 初演：財団法人かすがい市民文化財団

- 企画制作
  - 初演：ミュージカル黒執事製作委員会
  - 再演：ミュージカル黒執事プロジェクト

### 第3弾
ミュージカル「黒執事」-地に燃えるリコリス- / -地に燃えるリコリス2015-
2014年に東京・大阪で公演。2015年に大阪・宮城・東京・福岡・中国（上海・北京・深圳）で再演。
- 東京公演（初演）：2014年09月05日 - 23日、六本木ブルーシアター
- 大阪公演（初演）：2014年10月02日 - 05日、梅田芸術劇場 シアター・ドラマシティ
- 大阪公演（2015）：2015年11月07日 - 10日、梅田芸術劇場 メインホール
- 宮城公演（2015）：2015年11月14日 - 15日、名取市文化会館 大ホール
- 東京公演（2015）：2015年11月21日 - 29日、赤坂ACTシアター
- 福岡公演（2015）：2015年12月04日 - 06日、キャナルシティ劇場
- 上海公演（2015）：2015年12月11日 - 13日、中国・藝海劇院
- 北京公演（2015）：2015年12月18日 - 20日、中国・北京展覧館劇場
- 深圳公演（2015）：2015年12月25日 - 27日、中国・深圳保利劇院

ストーリー

原作の人気エピソード「切り裂きジャック編」の舞台化。ロンドンで起こった連続猟奇殺人事件。犯人は「切り裂きジャック」と呼ばれ、その被害者は すべて娼婦。女王の命令で事件を追うシエルがロンドンのタウンハウスに向かうと叔母で あるマダム・レッドとその執事グレル・サトクリフが出迎える。女王の憂いを払うため、犯人の 特定を急ぐシエル。やがて一人の貴族が容疑者として浮上するが-。

キャスト（初演/再演）
- セバスチャン・ミカエリス：松下優也 / 古川雄大
- シエル・ファントムハイヴ：福崎那由他（初演/再演ともに）
- マダム・レッド：AKANE LIV（初演/再演ともに）
- グレル・サトクリフ：植原卓也（初演/再演ともに）
- ウィリアム・T・スピアーズ：輝馬（初演/再演ともに）
- バルドロイ：鷲尾昇（初演/再演ともに）
- フィニアン：河原田巧也（初演/再演ともに）
- メイリン：寺崎裕香 / 坂田しおり
- 葬儀屋：和泉宗兵（初演/再演ともに）
- ドルイット子爵：佐々木喜英（初演/再演ともに）
- フレッド・アバーライン：髙木俊（初演/再演ともに）
- シャープ・ハンクス：寺山武志（初演/再演ともに）
- チャールズ・グレイ：太田基裕 / 矢田悠祐
- チャールズ・フィップス：広瀬友祐（初演/再演ともに）
- 劉：荒木宏文（初演/再演ともに）

スタッフ
- 脚本：井関佳子
- 演出：毛利亘宏
- 主催（東京公演）： アミューズ、 TBS、ネルケプランニング、イープラス、アニプレックス
- 主催（大阪公演）：梅田芸術劇場
- 企画制作：ミュージカル黒執事プロジェクト

### 第4弾
ミュージカル「黒執事」〜NOAH'S ARK CIRCUS〜
2016年に東京・福岡・兵庫・愛知で公演。
- 東京公演：2016年11月18日 - 27日、TOKYO DOME CITY HALL
- 福岡公演：2016年12月03日 - 04日、キャナルシティ劇場
- 兵庫公演：2016年12月09日 - 11日、あましんアルカイックホール
- 愛知公演：2016年12月17日 - 18日、刈谷市総合文化センター アイリス 大ホール

ストーリー
原作の人気エピソード「ノアの方舟サーカス編」の舞台化。
19世紀英国。“悪の貴族”と呼ばれる少年の側には、必ず一人の“執事”がいた。 名門貴族・ファントムハイヴ家の執事・セバスチャン。 彼は、知識・教養・品位・料理・武術…全てにおいて完璧。わがまままな13歳の主人・シエルを相手に、今日も漆黒の燕尾服姿で華麗に執務をこなす。 あくまで、執事ですから―――。 街を賑わすサーカス団。しかし、彼らの移動とリンクするように街では子どもたちが消えていた。調査のためサーカス団に団員として潜入した、セバスチャンとシエル。そこで思いがけない人物…に遭遇する。 サーカス団の隠された目的とは！？
キャスト
- セバスチャン・ミカエリス：古川雄大
- シエル・ファントムハイヴ：内川蓮生
- スネーク：玉城裕規
- ビースト：田野アサミ
- ダガー：三津谷亮
- ウィリアム・T・スピアーズ：輝馬
- ソーマ・アスマン・カダール：陳内将
- アグニ：TAKUYA（寺田拓哉）
- バルドロイ：鷲尾昇
- フィニアン：河原田巧也
- メイリン：坂田しおり
- 葬儀屋（アンダーテイカー）：和泉宗兵
- フレッド・アバーライン：髙木俊
- シャープ・ハンクス：寺山武志
- ドール：設楽銀河
- ピーター：倉知あゆか（G-Rockets）
- ウェンディ：知念紗耶（G-Rockets）
- ジャンボ：後藤剛範
- ケルヴィン男爵：小手伸也
- 先生：姜暢雄
- ジョーカー：三浦涼介

スタッフ
- 原作：枢やな
- 脚本：竜崎だいち・毛利亘宏
- 演出：毛利亘宏
- 主催（東京）：アミューズ、TBS、ネルケプランニング、イープラス、アニプレックス
- 主催（福岡）：キャナルシティ劇場
- 主催（兵庫）：梅田芸術劇場
- 主催（愛知）：中京テレビ放送

### 第5弾
ミュージカル「黒執事」-Tango on the Campania-
2017年大晦日と2018年に東京・兵庫・愛知・石川・福岡で公演。
- 東京公演：2017年12月31日 - 2018年1月14日、TBS赤坂ACTシアター
- 兵庫公演：2018年01月19日 - 22日、神戸国際会館こくさいホール
- 愛知公演：2018年01月26日 - 28日、江南市民文化会館
- 石川公演：2018年02月03日 - 04日、本多の森ホール
- 福岡公演：2018年02月10日 - 12日、久留米シティプラザ ザ・グランドホール

ストーリー
原作の人気エピソード「豪華客船編」の舞台化。
19世紀の英国。セバスチャン・ミカエリスは、名門貴族ファントムハイヴ家に仕える万能の執事。 しかし、その正体は、13歳の当主シエル・ファントムハイヴと契約した“悪魔”だった。 女王の密命を受け暗躍する“悪の貴族”シエルと共に、裏社会の事件を闇で片付けている。 契約が完了する最期の日まで――。 ある日、「死者蘇生」の噂を耳にしたシエルとセバスチャンは、その真相を探るうちに 「医学による人類の完全救済」を掲げる秘密結社・暁(アウローラ)学会の存在にたどり着く。 二人は調査のため、暁(アウローラ)学会の集会が開かれるという豪華客船『カンパニア号』に乗り込むが…。 華やかなはずの処女航海に隠された真実が、いま解き明かされる。

キャスト
- セバスチャン・ミカエリス：古川雄大
- シエル・ファントムハイヴ：内川蓮生
- グレル・サトクリフ：植原卓也
- ロナルド・ノックス：味方良介
- スネーク：原嶋元久
- エリザベス・ミッドフォード：岡崎百々子（さくら学院）
- フレッド・アバーライン：髙木俊
- シャープ・ハンクス：寺山武志
- エドワード・ミッドフォード：内海啓貴
- フランシス・ミッドフォード：秋園美緒
- アレクシス・ミッドフォード：那須幸蔵
- リアン・ストーカー：河合龍之介
- 葬儀屋（アンダーテイカー）：和泉宗兵
- ドルイット子爵：佐々木喜英

スタッフ
- 原作：枢やな
- 脚本：Two hats Ltd.
- 演出：児玉明子
- 主催（東京）：アミューズ、TBS、ネルケプランニング、イープラス、アニプレックス
- 主催（兵庫）：梅田芸術劇場
- 主催（愛知）：中京テレビ放送
- 主催（石川）：HAB北陸朝日放送
- 主催（福岡）：ピクニック

### 第6弾
ミュージカル「黒執事」〜寄宿学校の秘密〜 / 〜寄宿学校の秘密 2024〜
2021年に東京・大阪公演。2024年に『ミュージカル「黒執事」 ～寄宿学校の秘密 2024～』として再演。
- 東京公演（初演）：2021年03月05日 - 21日、天王洲 銀河劇場
- 大阪公演（初演）：2021年03月25日 - 28日、メルパルク大阪ホール
- 大阪公演（初演）：2021年04月01日 - 04日、梅田芸術劇場 シアター・ドラマシティ
- 兵庫公演（2024）：2024年09月07日 - 8日、兵庫県立芸術文化センターKOBELCO 大ホール
- 東京公演（2024）：2024年09月21日 - 29日、TOKYO DOME CITY HALL

ストーリー
19世紀の英国。ヴィクトリア女王の“裏”の仕事を請け負う悪の貴族・ファントムハイヴ家の万能執事、セバスチャン。その正体は悪魔。呪われし運命に立ち向かう孤高の若き当主・シエルとの契約のもと、シエルの影となり、裏社会の事件を闇で片付けている。ある日、女王の従兄弟であるクレメンス侯爵の令息・デリックが去年の夏休みから帰省しておらず、その原因を調査してほしいと女王より依頼の手紙が届く。セバスチャンとシエルは、デリックが通っている名門寄宿学校に、新任教師と編入生として潜入する。外界から隔離された伝統と規律が支配する閉鎖空間には、絶対君主として君臨する“校長”が存在するという。しかし校長は一切姿を現さず、唯一面会が許されているのは監督生4人（通称：P4）のみ。事件の真相を探るためシエルはP4に近づき、徐々に信頼を得ていく。そんな中、生徒たちにとって大きなイベント、クリケット大会が開催される。競技で活躍した者は校長主催の「真夜中のお茶会」へ招待されるという。恐らくはデリックの消息を知っているであろう校長と接触出来るチャンスだとシエルは策を練るのだが…。

キャスト（初演/再演）
- セバスチャン・ミカエリス：立石俊樹（初演/再演ともに）
- シエル・ファントムハイヴ：小西詠斗（初演/再演ともに）
- エドガー・レドモンド：佐奈宏紀 / 神里優希
- ハーマン・グリーンヒル：田鶴翔吾 / 塩田一期
- ロレンス・ブルーアー：里中将道 / 栗原航大
- グレゴリー・バイオレット：後藤大 / 定本楓馬
- クレイトン：古谷大和 / 星野勇太
- エドワード・ミッドフォード：中島拓人 / 岩崎悠雅
- モーリス・コール：田口司 / 成瀬遙城
- チェスロック：福澤侑 / 益川和久
- ジョアン・ハーコート：内野楓斗 / 戸塚世那
- マクミラン：早川維織 / 熊谷俊輝
- デリック・アーデン：山口晃生 / 鈴木達也
- ヨハン・アガレス：高橋駿一 / 伊藤裕一
- ソーマ・アスマン・カダール：岡田亮輔 / 伊勢大貴
- 葬儀屋：上田堪大（初演/再演ともに）

スタッフ
- 原作：枢やな
- 脚本：Two hats Ltd.
- 演出：松崎史也
- 音楽：Yu（vague）
- 振付：本山新之助
- 主催（再演・兵庫）梅田芸術劇場 兵庫県、兵庫県立芸術文化センター
- 主催（再演・東京）ミュージカル黒執事プロジェクト（ネルケプランニング、アニプレックス、TBS、アミューズ、イープラス）

### ミュージカル「黒執事」～緑の魔女と人狼の森～
- 大阪公演：2025年09月12日 - 15日(予定)、梅田芸術劇場メインホール
- 東京公演：2025年09月21日 - 28日(予定)、Kanadevia Hall

### 舞台DVD
『音楽舞闘会「黒執事」-その執事、友好-』
- 発売日：2009年12月2日（2010年6月末日生産終了）、2010年7月21日（通常版）
- 収録内容：舞台「音楽舞闘会 黒執事 -その執事、友好-」の模様
- 商品仕様：品番ANSB-5533、2枚組（本編映像DVD＋特典映像DVD） / 【通常版】1枚組（本編映像DVD）

『ミュージカル「黒執事」-千の魂と堕ちた死神-』（初演版）
- 発売日：2010年10月27日（2011年7月末日生産終了）
- 収録内容：『ミュージカル「黒執事」-千の魂と堕ちた死神-』の模様、バックステージ映像、日替わり映像、追加公演記念トークイベント、大阪千穐楽サプライズ
- 商品仕様：品番ANSB-5561、2枚組（本編映像DVD＋特典映像DVD） / 【アニメイト限定版】3枚組（本編映像DVD＋特典映像DVD 2枚）

『ミュージカル「黒執事」-千の魂と堕ちた死神-』（再演版）
- 発売日：2013年10月2日
- 収録内容：『ミュージカル「黒執事」-千の魂と堕ちた死神-』再演（大阪公演大千穐楽）の模様、ドキュメンタリー映像、アバーライン&ハンクスの事件簿「消えたクリームパン」、アドリブ集、大阪大千穐楽カーテンコール（アンサンブル挨拶）
- 商品仕様：品番ANSB-9696、2枚組（本編映像DVD＋特典映像DVD） / 【アニメイト限定版】3枚組（本編映像DVD＋特典映像DVD 2枚）

『ミュージカル「黒執事」-地に燃えるリコリス-』
- 発売日：2015年2月25日
- 収録内容：『ミュージカル「黒執事」-地に燃えるリコリス-』千秋楽公演の模様、バックステージ映像など
- 商品仕様：品番ANSB-10003、2枚組（本編映像DVD＋特典映像DVD） / 【アニメイト限定版】3枚組（本編映像DVD＋特典映像DVD 2枚）

『ミュージカル「黒執事」-地に燃えるリコリス2015-』
- 発売日：2016年4月27日
- 収録内容：『ミュージカル「黒執事」-地に燃えるリコリス2015-』東京公演の模様、メイキング映像、アバーライン&ハンクスの事件簿「闇の中に消えた事実」
- 商品仕様 (Blu-ray)：品番ANSX-10025、2枚組（本編映像BD＋特典映像DVD） / 【アニメイト限定版】3枚組（本編映像BD＋特典映像DVD 2枚）
- 商品仕様 (DVD)：品番ANSB-10025、2枚組（本編映像DVD＋特典映像DVD） / 【アニメイト限定版】3枚組（本編映像DVD＋特典映像DVD 2枚）

『ミュージカル「黒執事」〜NOAH'S ARK CIRCUS〜』
- 発売日：2017年4月26日
- 収録内容：『ミュージカル「黒執事」〜NOAH'S ARK CIRCUS〜』愛知公演大千穐楽の模様、バックステージ映像、日替わり映像、アバーライン&ハンクスの事件簿〜謎のピエロ〜
- 商品仕様 (Blu-ray)：品番ANSX-10059、2枚組（本編映像BD＋特典映像DVD） / 【アニメイト限定版】3枚組（本編映像BD＋特典映像DVD 2枚）
- 商品仕様 (DVD)：品番ANSB-10059、2枚組（本編映像DVD＋特典映像DVD） / 【アニメイト限定版】3枚組（本編映像DVD＋特典映像DVD 2枚）

『ミュージカル「黒執事」-Tango on the Campania-』
- 発売日：2018年6月27日
- 収録内容：『ミュージカル「黒執事」-Tango on the Campania-』福岡大千穐楽公演の模様、メイキング映像、アバーライン&ハンクスの事件簿「カンパニア号見聞録」
- 商品仕様 (Blu-ray)：品番ANZX-10091〜92、2枚組（本編映像BD＋特典映像DVD） / 【アニメイト限定版】3枚組（本編映像BD＋特典映像DVD 2枚）
- 商品仕様 (DVD)：品番ANZB-10091〜92、2枚組（本編映像DVD＋特典映像DVD） / 【アニメイト限定版】3枚組（本編映像DVD＋特典映像DVD 2枚）

『ミュージカル「黒執事」〜寄宿学校の秘密〜』
- 発売日：2021年9月29日
- 収録内容：『ミュージカル「黒執事」〜寄宿学校の秘密〜』大阪千秋楽公演の模様、メイキング映像、歌唱シーン全景映像
- 商品仕様 (Blu-ray)：【完全生産限定版】品番ANZX-10194～5、2枚組（本編BD+特典映像DVD） / 【アニメイト限定セット】3枚組（本編映像BD＋特典映像DVD 2枚）
- 商品仕様 (DVD)：【完全生産限定版】品番ANZB-10194～5、2枚組（本編映像DVD＋特典映像DVD） / 【アニメイト限定セット】3枚組（本編映像DVD＋特典映像DVD 2枚）

『ミュージカル「黒執事」〜寄宿学校の秘密 2024〜』
- 発売日：2025年4月23日
- 収録内容：『ミュージカル「黒執事」〜寄宿学校の秘密 2024〜』公演本編の模様、メイキング映像、バックステージ映像ほか
- 商品仕様 (Blu-ray)：【完全生産限定版】品番ANZX-10330～10331、2枚組（本編BD+特典映像DVD） / 【アニメイト限定セット】3枚組（本編映像BD＋特典映像DVD 2枚）
- 商品仕様 (DVD)：【完全生産限定版】品番ANZB-10330～10331、2枚組（本編映像DVD＋特典映像DVD） / 【アニメイト限定セット】3枚組（本編映像DVD＋特典映像DVD 2枚）

## 実写映画
2014年1月18日公開の日本映画。原作者・枢やな承認のもと、原作から約130年が経過した2020年のアジア某国で繰り広げられる映画完全オリジナルストーリーとなっている。主演の水嶋ヒロは3年ぶりの映画出演で、俳優復帰作となった。また、本名名義で本作の共同プロデューサーも務めている。

### ストーリー（映画）
犯罪組織が若い女性を多数さらい監禁する倉庫内で、その組織を探る一人の少女が構成員に追及される。そこへ現れた彼女の執事は、十数名の敵を一人であっさりと殺害して彼女を救いだす。銃で撃たれても全く傷つかないこの男・セバスチャンの正体は悪魔で、彼の主人である幻蜂伯爵家の若き当主・清玄こと男装した少女の汐璃が幼い頃両親を目の前で殺害されたとき以来、死の際にその魂を食らうことと引き換えに契約を結び仕えている。映画の舞台となる2020年では、世界は西側と東側に別れ、西側を治める女王は東側某国の幻蜂家に命じて公にできないさまざまな事件を「処理」しており、彼らは当局に正体不明の「女王の番犬」として警戒されている。清玄は女王の命により、セバスチャンと共に大使館員が次々にミイラ化した遺体で発見されるという怪事件を追いつつ、いつか両親の敵を討つことを願っている。
警察の捜査資料を手に入れ、裏のルートでミイラ遺体を調べた二人は、被害者が死の前に製薬会社社長・九条新兵主催のドラッグパーティーに出席していた事実をつかむ。清玄は叔母・若槻華恵の伝手を頼り、メイドのリンとそのパーティーに潜入するが、九条に目的を見抜かれ捕らえられる。清玄はその場で、ドラッグを求める客たちにミイラ化して死に至る毒物「ネクローシス」を吸入させ、その解毒剤に群がるさまを楽しむ九条の姿を見る。だが九条は殺され、清玄たちはその場から逃げだす。清玄たちはミイラ事件の目的がこのネクローシスを使って権力を支配するテロの前哨戦であることを確信する。ミイラ化事件は世間で悪魔の仕業と恐れられており、予定される大規模な悪魔払いのミサでテロが行われる可能性があった。二人は犯人と目される武器商人・篠崎洋造を追う。しかし篠崎が殺害されスケープゴートに過ぎないことを知った清玄はその刺客たちに襲われる。
自分を守って傷を負ったリンをセバスチャンに託した清玄は、華恵とミサの会場へ向かう。華恵は突然豹変して清玄を脅し、会場近くで大量のネクローシスを拡散させる時限爆破装置を仕掛ける。清玄を救いに現れたセバスチャンは華恵が九条に不老不死の薬を生産させ、その副産物として出来たネクローシスをテロに利用していることを指摘し、華恵の執事・明石と対決する。清玄はネクローシスのカプセルを一粒割り華恵と共に毒に蝕まれるが、その行動と連携するセバスチャンに明石を倒させることに成功する。逆上した華恵は、自分が清玄の父の前妻だったが、幻蜂家の生業に関連して襲撃され流産し不妊となったために、後継ぎを求める父が華恵と別れ姉（清玄の母）と結婚したこと、それを恨んで反西側の犯罪組織による清玄の両親殺害を手引きし、不死の肉体を得て生き続けることで清玄から幻蜂家を奪おうとしていたことを暴露する。そして黒幕犯罪組織の正体を知らないと言い、清玄はショックを受ける。セバスチャンに欺かれさらにネクローシスを服用した華恵は、急激にミイラ化し肉体を消滅させ死ぬ。
その後、爆破を防ぎ人々を救うため命がけで装置を運び出す清玄をセバスチャンは冷ややかに見つめるが、彼女が自力で装置を解除し倒れたあと、解毒剤を口移しで飲ませて救う。一連の事件を追う警察外事局には問題のネクローシスが「悪魔の正体」として届けられ、それを前にした局長は、黒幕組織の紋章で手紙を封印する。屋敷に戻った清玄は、自分も含めた人間に対する失望を語る。セバスチャンは眠る彼女にその命が尽きるまで側にいることを誓い、映画は幕を閉じる。

### 登場人物（映画）
セバスチャン
演 - 水嶋ヒロ
本作の主人公。幻蜂家執事。清玄と共にあらゆることを優雅に解決するが、彼には心を許されていない。武器として食事用ナイフを使い、敵を殺傷する。原作のセバスチャン・ミカエリスにあたる。
幻蜂 清玄（げんぽう きよはる） / 汐璃（しおり）
演 - 剛力彩芽
伯爵の称号を持つ美少年。幻蜂家の現当主にして巨大玩具メーカー企業・ファントム社の総帥。原作のシエル・ファントムハイヴにあたる。実は女子。両親が殺された10年前に失踪し、セバスチャンとともに隠し子の男児（清玄）として戻り、男子にしか継承されない幻蜂家の爵位を受け継ぎ、女王勅命の代々の任務を両親の敵への復讐に利用する。セバスチャンとは日常的に悪口を交わし合う間柄にあるが、同時に唯一絶対・最強の「主従関係」で結ばれている。幻蜂家とは、ファントムハイヴ家がアジア某国に渡り幻蜂を名乗るようになった末裔である。
若槻 華恵（わかつき はなえ）
演 - 優香
ファントム社の共同経営者であり、清玄の母親の妹。原作のアンジェリーナ・ダレス（マダム・レッド）にあたる。
リン
演 - 山本美月
幻蜂家の家女中（ハウス・メイド）。ドジでおっちょこちょいだが、本当は凄腕銃撃手である。原作のメイリンにあたる。
明石（あかし）
演 - 丸山智己
華恵の専属執事。
松宮 高明（まつみや たかあき）
演 - 大野拓朗
鴇沢の部下。幻蜂家の情報を収集する。
葬儀屋ジェイ
演 - 栗原類
遺体運搬人。全身から怪しいオーラを垂れ流す。キャッシュと骨型クッキーに目がない。原作の葬儀屋（アンダーテイカー）にあたる。
幻蜂 有人（げんぽう ありひと）
演 - 海東健
清玄の父親。すでに故人。原作のヴィンセントにあたる。
幻蜂 絵利香（げんぽう えりか）
演 - ホラン千秋
清玄の母親。すでに故人。原作のレイチェルにあたる。
チャールズ・ベネット・サトウ
演 - 城田優
「西側諸国」駐在員。女王直属の秘書武官でもあり、清玄に女王からの密命を伝える。
篠崎洋造（しのざき ようぞう）
演 - 宮川一朗太
某テロ組織と武器売買の嫌疑がかかっている商社の重役。
鴇沢 一三（ときさわ いちぞう）
演 - 安田顕
警察保安省外事局に勤務する刑事。「連続ミイラ化怪死事件」を追ううち、キナ臭い噂の絶えない幻蜂家の当主と執事が怪しいと睨む。
青木 宗光（あおき むねみつ）
演 - 橋本さとし
近頃、街で多発する少女たちの失踪事件に関わっていると目される男。
田中（たなか）
演 - 志垣太郎
幻蜂家に古くから仕えるハウス・スチュワード。今は実務のほとんどをセバスチャンに任せ、窓際の日なたでお茶（※湯呑みの中身はレモネード）をすする癒し系執事として余生を送る。原作のタナカにあたる。
九条 新兵（くじょう しんぺい）
演 - 伊武雅刀
巨大製薬会社・イプシロン製薬社長。会社の発展と利益を飽きずに追求して止まない。
猫磨 実篤（ねこま さねあつ）
演 - 岸谷五朗
幻蜂家が現在滞在している、国の警察保安省外事局々長。

### 製作
2011年5月、水嶋に主演のオファーがされた。撮影は2013年4月1日から5月14日まで行われた。ロケ地としては幻蜂家の屋敷として佐賀県の有田ポーセリンパークが使用されたほか、北九州市、山口県など九州・西日本地域を中心にオールロケで撮影された。

### スタッフ
- 原作：枢やな『黒執事』
- 監督：大谷健太郎、さとうけいいち
- 脚本：黒岩勉
- 音楽：松浦晃久
- 製作総指揮：ウィリアム・アイアトン
- 製作：上木則安、竹内成和、田口浩司、高木政臣、宮本直人、遠藤真郷、菅野信三、平野宏治
- エグゼクティブプロデューサー：久松猛朗
- プロデューサー：松橋真三
- 共同プロデューサー：齋藤智裕
- アソシエイトプロデューサー：田中美幸、江川智
- ラインプロデューサー：平野宏治
- 撮影：鰺坂輝国
- 照明：平野勝利
- 美術：小泉博康
- 録音：芦原邦雄
- スーパーバイジングサウンドエディター：勝俣まさとし
- 編集：今井剛
- アクション監督：大内貴仁
- スタイリスト：徳永貴士
- 衣装：清水寿美子
- ヘアメイクデザイン：亀田雅
- ヘアメイク：外丸愛
- VFXスーパーバイザー：小坂一順
- 助監督：佐伯竜一
- 制作担当：里吉優也
- 共同制作プロダクション：ロックワークス
- 制作プロダクション：C&Iエンタテインメント
- 配給：ワーナー・ブラザース映画
- 製作：映画「黒執事」製作委員会（ワーナー・ブラザース映画、エイベックス・エンタテインメント、スクウェア・エニックス、A stAtion、GYAO、ジェイアール東日本企画、東急レクリエーション、ロックワークス）

### 主題歌
「Through the ages」（ワーナーミュージック・ジャパン）
作詞・作曲 - 絢香、編曲 - 松浦晃久 / 歌 - ガブリエル・アプリン
オリジナル・サウンドトラックおよびアルバム『イングリッシュ・レイン〜ニュー・エディション〜』日本盤ボーナストラックとして収録。

### 封切り
日本での封切りは2014年1月18日に丸の内ルーブル、新宿ピカデリー、新宿ミラノ、TOHOシネマズ渋谷、TOHOシネマズ六本木ヒルズほか全国327スクリーンで公開され、全国映画動員ランキング（興行通信社調べ）では初登場4位となり、公開初週の土日2日間の成績は動員11万6,253人、興収1億4,557万3,100円を記録した。

### 関連商品
Blu-ray / DVD
2014年6月4日発売。発売・販売元はエイベックス・ピクチャーズ。
- 黒執事 スタンダード・エディション（1枚組）
- 映像特典
- 舞台挨拶映像集（完成報告イベント、“黒”スマスイベント、ジャパンプレミア、初日舞台挨拶）
- 特報・劇場予告編・TVスポット集
- キャラクターPV集
- ガブリエル・アプリン「Through the ages」ミュージックビデオ
- 黒執事 Collector's Edition（2枚組・完全数量限定生産）
- ディスク1：本編ディスク（スタンダード・エディションと共通）
- ディスク2：特典DVD
- ビジュアルコメンタリー（監督：大谷健太郎×主演・共同プロデューサー：水嶋ヒロ×プロデューサー：松橋真三）
- メイキング 〜映画『黒執事』の世界〜
- イメージボードギャラリー（オートプレイ機能付き）
- 封入特典
- ブックレット（カラー36P）
- さとうけいいち監督直筆 絵コンテ集レプリカ（48P）
- 特製アウターケース付きデジパック仕様

書籍
- 映画「黒執事」VISUAL BOOK（2014年1月18日発売、スクウェア・エニックス）ISBN 978-4-7575-4195-5

サウンドトラック
- 黒執事 オリジナル・サウンドトラック（2014年1月8日発売、ワーナーミュージック・ジャパン）

## ゲーム

### 黒執事 Phantom & Ghost
『黒執事 Phantom & Ghost』のタイトルで制作。
- 対応機種：ニンテンドーDS
- ジャンル：主と執事の冒険（アドベンチャー）ゲーム
- 発売日：2009年3月19日
- 発売元：スクウェア・エニックス

### 黒執事 Cinematic Card Collection
『黒執事 Cinematic Card Collection』のタイトルで制作。ゲームだけの描き下ろしカードや、オリジナルボイスも実装された。
- プラットフォーム：スマートフォン用Mobage
- ジャンル：ソーシャルゲーム
- 配信開始日：2014年6月27日事前登録、同年8月4日に提供開始
- 料金：基本プレイ無料・アイテム課金制
- 運営：イストピカ

## コラボレーション
コミュニティサイト
- mixiモバイルの壁紙デザインを変えられる機能「mixiコレクション」で2008年10月22日より『黒執事』バージョンが登場。
- 『黒執事II』の本放送に合わせ、2010年7月1日より携帯電話向け2D仮想空間『ちぷやタウン』でアバターアイテムの販売が開始された。
- アットゲームズ、TinierMeにてアバター衣装をガチャで販売。日本語版のアットゲームズでは2010年9月24日から、英語版のTinierMeでは2010年10月26日から開始。
- Mobage、Yahoo!モバゲーにてアバター衣装をガチャで販売。第1弾（テレビアニメ『黒執事 Book of Circus』）が2014年9月29日から、第2弾（OVA『黒執事 Book of Murder』）が2015年6月3日から配信。

食品
- テレビアニメ『黒執事II』の本放送に合わせ、『黒執事カリーパン』が2010年2月1日より関東地方限定でスリーエフにて発売された。セバスチャンのカリーパンをイメージし、隠し味にチョコレートが使用されている。

ファッション
- テレビアニメ放送直前の2010年6月18日より新宿マルイワンで下記の店舗にてコラボ商品の先行販売した他、店内での展示会等連動キャンペーンが行われた。
- バッグブランド『Artherapie』からコラボ商品が発売された。バッグ3種、革小物3種が発売。
- ゴシックブランド『BLACK PEACE NOW』からコラボ商品が発売された。シエルのイメージのベスト、ブラウス、パンツ、エリザベスのイメージのワンピース（2色）、メイリンのイメージのワンピース、エプロンが発売。
- ゴシックブランド『ATELIER BOZ』からコラボ商品が発売された。ブラウス、パンツ、ジャケットの3点がセバスチャンとシエルのそれぞれをイメージして作成され発売された。
- ロリータブランド『ALICE and the PIRATES』からコラボ商品が発売された。シエルをイメージしたベスト、ブラウス、パンツ、ハット、ハイソックスが発売。
- 2014年の原画展開催を記念し、梶谷好孝が手掛けるアクセサリーブランド『YOSHiKO CREATiON』とコラボした。コラボジュエリーTasseシリーズが、各会場で個数限定販売。
- OVA下巻の公開に合わせコルセットブランド『EXCENTRIQUE』とコラボした。ライディング・ジャケット、バトラーベスト、シャーロキアン・コート、バトラー・ミニコルセット、ジャボ、カラー、ガーターといった商品が発売。
- 「アニメ≒ファッション」をコンセプトにアニメ・ゲーム作品とコラボレーションしているファッションブランド『Super Groupies』（旧名は『2PMWORKS』）で商品を取り扱っている。下記のブランドも通販を取り扱ってるが、独自のグッズもあり、ファントム社のお菓子をイメージした3WAYバッグ（2015年5月11日予約開始発売）や駒鳥シエルをイメージしたショルダーバッグ（2015年9月24日予約開始発売）といったグッズが発売されている。
- 2014年7月放送開始のアニメ新シリーズに合わせ、シューズブランド『ちゃけちょけ』とコラボした。セバスチャン、シエル、グレル3モデルのパンプス・ブーティを2014年6月27日より予約開始発売。好評につき新たなデザインのセバスチャン、グレルのモデルのパンプスと、シエルのモデルのブーティが2015年7月16日より予約開始発売。また、人気の高い駒鳥シエルをモチーフにしたパンプスも発売されている。
- 腕時計や雑貨のブランド『feerique gateau』とコラボした。シエル、セバスチャンの二人をイメージした腕時計・チェーンベルト・トップチャームが2015年4月6日より予約開始発売。
- フットウェアブランド『ERIMAKI SOX』とコラボした。セバスチャンをイメージしたショートソックスと、シエルをモデルにしたハイソックスが2015年7月16日より予約開始発売。
- セレクトショップ『Lolii』のプロデュースによるイメージアクセサリーが2014年11月14日予約開始発売。

飲食店
- 渋谷パルコPart1にある「collabo kitchen」で同作をイメージした特別メニューを2014年1月1日より提供した。
- ケイ・ブックスの「執事喫茶スロウテイル」にて2014年11月1日よりシエルのシルクハットをイメージしたスイーツが、同社の西洋菓子店の「Patisserie Swallowtail Annex」の池袋店の「Swallowtail Gift Shop」で2014年11月15日よりコラボレーションスイーツが販売された。それぞれ購入特典が貰えた。
- アニメイトの運営する「アニメイトカフェ」の名古屋店、神戸三宮店にて2014年12月25日より約1か月半、池袋店にて2015年3月27日より約1か月半、作品をイメージしたフードメニューが提供され、グッズの販売など行った。
- コラボカフェ「黒執事 Funtom Cafe」がキュープラザ原宿AREA-Qで2016年1月15日から開催。同じく「黒執事 Funtom Cafe」の大阪会場「黒執事 Funtom Cafe Osaka」が2016年7月29日から開催。シエル・ファントムハイヴが自ら経営するカフェという設定で、オリジナルドリンクやグッズなどが販売。また、京都国際マンガ・アニメフェア2016ではカフェイベント「黒執事 幽喜茶屋」が行われ、コラボメニューが提供されたり、京都企業の商品と黒執事のコラボグッズを販売。

記念乗車券
- 2014年1月15日、原画展開催に合わせて西武鉄道より「黒執事」記念乗車券が4000セット限定で販売。

クレジットカード
- 2014年2月21日、三井住友カードのクレジットカードとのコラボ第1弾の購入者を1,000名限定で募集開始。その後も違う絵柄で度々発売されている。

店舗
- カラオケボックス『カラオケの鉄人』でコラボルームやコラボメニューが2014年10月16日登場した。コラボルームは新宿歌舞伎町一番街店のみ、コラボメニューは新宿歌舞伎町一番街店、池袋西口店、川崎銀柳街店で注文可能だった。
- カラオケボックス『カラオケ本舗まねきねこ』で2017年1月10日より一部対象店舗限定で、セバスチャン、シエル、エリザベス、葬儀屋をモチーフにしたコラボレーションドリンクが販売されたり、全国まねきねこの「すきっと」で課題曲を歌って採点チャレンジに参加すると、コースターが得られた。

ゲーム
- ブラウザRPG『スクエニ レジェンドワールド』にて2014年11月6日よりコラボレーションオーブや、オリジナルシナリオ｢Dream of Circus」に黒執事のキャラクターが登場した。
- パズルRPG『夢王国と眠れる100人の王子様』にて2017年2月18日より「夢執事〜その執事、来航〜」という、劇場版 黒執事のキャラクターが入手できるコラボレーションを行った。
- RPG『グランマルシェの迷宮』にて2017年6月1日よりボイス付きのキャラクターが入手可能だった。
- RTS『三国志大戦』にて2019年1月16日より本作のセバスチャンをモデルにした李儒（声 - 佐藤拓也）が登場している。

掃除用ロボット
- セバスチャン（CV.小野大輔氏）全セリフ録り下ろしのオリジナル音声が収録された『プレミアムなCOCOROBO<黒執事Ver.>』が2015年4月27日受注開始された。通販サイト「ANIPLEX+」限定販売商品。

フィギュア
- 造形作家の「植物少女園 石長櫻子」とのコラボレーションで2015年11月7日よりANIPLEX+限定で予約開始された。

告知ビジュアル
- 『京都国際マンガ・アニメフェア2016』の告知ビジュアルのひとつとして起用された。

広告
- 劇場版アニメの公開間近の2016年12月26日より1週間に東京メトロ新宿駅メトロプロムナードでアニメ「青の祓魔師 京都不浄王篇」との合同広告が掲出され、2017年1月1日の21時から両作の公式サイトで起こるプロモーションが予告された。予告日の当日には、「青の祓魔師」の公式サイトでは、クロが見た初夢としてセバスチャンの格好をした燐と、 死神・グレルの格好をした雪男のイラストが「青執事」のタイトルで、「黒執事」の公式サイトでは、シエルが見た初夢として燐に扮したセバスチャン、雪男に扮したグレルのイラストが「黒の祓魔師」のタイトルで公開され、各キャラクターの録り下ろしボイスも聞くことができた。なお、このコラボ広告は2017年1月2日から8日まで、東京メトロ新宿駅メトロプロムナードでも掲出された。

テディベア
- 世界的テディベアメーカー「シュタイフ」とのコラボレーションで2017年3月25日より「シエル・ファントムハイヴ テディベア」モデルのテディベアがANIPLEX+限定で予約開始された。

遊園地
- 富士急ハイランドとのコラボイベント「黒執事 Book of the Atlantic ～その執事、絶叫～」が2017年8月1日から10月1日まで開催された。お化け屋敷「絶凶・戦慄迷宮」横の一帯に黒執事エリアが登場しエリア内に２つの屋内アトラクションがオープンする他、劇中の象徴的なシーンをイメージした部屋や、本イベントのために描き下ろされたオリジナルビジュアルの巨大フォトスポット、キャラクターと一緒に写真が撮れるARコンテンツに加え、オリジナルグッズを発売。

その他グッズ
- 2015年4月28日よりアサヒ飲料とコラボし、「ワンダ モーニングショット」「ワンダ 金の微糖」「ワンダ ゴールドブラック -金の無糖-」のそれぞれ6缶パックを購入すると、1パックにつき1枚クリアファイルが貰えた。クリアファイルは描き下ろしのイラストを使用した3種類を含む、計15種がラインナップ。
- 2015年10月27日よりインターネットカフェ『DiCE』で黒執事パックという料金支払い方法での利用者にオリジナルクリアファイルを配布。
- 2016年10月1日よりコンタクトレンズの専門店「ハートアップ」とのコラボキャンペーンとして、コンタクトレンズ購入者に限定描き下ろしクリアファイルなどのオリジナルグッズを配布した。
- 2017年1月5日よりイオングループの商業ブランドが森永乳業のアイスクリーム「PARM」の6本入りパックとコラボレーションし、商品を1個以上購入すると描き下ろしイラスト使用のオリジナルクリアファイルを与えられた。